# Kolczakowate (grzyby)
Kolczakowate (Hydnaceae Chevall.) – rodzina grzybów znajdująca się w rzędzie pieprznikowców (Cantharellales).

## Systematyka
Pozycja w klasyfikacji według Index Fungorum: Cantharellales, Incertae sedis, Agaricomycetes, Agaricomycotina, Basidiomycota, Fungi.
Według Index Fungorum bazującego na Dictionary of the Fungi do rodziny Hydnaceae należą rodzaje:
- Afrocantharellus (Eyssart. & Buyck) Tibuhwa 2012
- Bergerella Diederich & Lawrey 2020
- Burgella Diederich & Lawrey 2007
- Burgellopsis Diederich & Lawrey 2014
- Burgoa Goid. 1938
- Cantharellus Adans. ex Fr. 1821 – pieprznik
- Clavulina J. Schröt. 1888 – goździeńczyk
- Corallofungus Kobayasi 1983
- Craterellus Pers. 1825 – lejkowiec
- Gloeomucro R.H. Petersen 1980
- Hydnum L. 1753 – kolczak
- Hyphobasidiofera K. Matsush. & Matsush. 1996
- Membranomyces Jülich 1975
- Multiclavula R.H. Petersen 1967
- Neoburgoa Diederich, E. Zimm. & Lawrey 2016
- Osteomorpha G. Arnaud ex Watling & W.B. Kendr. 1979
- Parastereopsis Corner 1976
- Parmeliicida Diederich, F. Berger, Etayo & Lawrey 2022
- Paullicorticium J. Erikss. 1958 – błonkowoszczek
- Pseudocraterellus Corner 1958 – lejkowniczek
- Pterygellus Corner 1966
- Repetobasidiellum J. Erikss. & Hjortstam 1981
- RepetobasidiellumJ. Erikss. & Hjortstam 1981
- Repetobasidium J. Erikss. 1958
- Rogersiomyces J.L. Crane & Schokn. 1978
- Sistotrema Fr. 1821 – wielozarodniczka
- Sistotremella Hjortstam 1984[2]

Nazwy polskie według W. Wojewody (2003 r.).